# Acacia latipes
Acacia latipes é uma espécie de leguminosa do gênero Acacia, pertencente à família Fabaceae.